# Џанг Јуфеј
Џанг Јуфеј (кин: 张雨霏, пинјин: Zhāng Yǔfēi; Сјуџоу, 19. април 1998) кинеска је пливачица  чија специјалност су спринтерске трке слободним и делфин стилом. Једна је од најбољих кинеских и светских пливачица са освојених преко 100 медаља на највећим светским пливачким такмичењима. Двострука је олимпијска и светска првакиња и вишеструка национална првакиња и рекордерка. 
По избору Кинеске државне телевизије проглашена је за личност године из света спорта за 2024, односно уврштена је на списак 10 најбољих кинесих спортиста за 2021. и 2023. по избору државне новинске агенције Синхуа.

## Детињство и пливачки почеци
Џанг Јуфеј је рођена 19. априла 1998. године у граду Сјуџоу, у кинеској провинција Ђангсу. Њено детињство било је обележено раним уласком у свет спорта, уз подршку породице и локалне заједнице. Пливањем је почела да се бави већ са 5 година, када су родитељи приметили њену природну склоност ка води. Њена мајка је била посебно ангажована у њеном развоју, често је водила на тренинге и подстицала дисциплину.
Уписана је у спортску школу у Сјуџоу, где је добила прве озбиљне тренинге и пажњу тренера који су препознали њен таленат. Већ као дете, освајала је медаље на локалним и регионалним такмичењима, што је довело до тога да буде примљена у национални програм за младе таленте.
Са 14 година је већ наступала на међународним јуниорским такмичењима, где је почела да гради репутацију будуће звезде. Након успешног развоја у спортској школи у Сјуџоу, њен таленат је примећен од стране селектора националног пливачког тима Кине, што је био преломни тренутак у њеној каријери. Те 2012. године је на митингу Светског купа у Пекингу успела да освоји златну медаљу у трци на 200 метара делфин стилом, победивши тада актуелну олимпијску победницу из Пекинга 2008. Љу Циге. Већ наредне године уврштена је на списак сениорске репрезентације Кине.
Јуниорску каријеру је заокружила наступом на Олимпијским играма младих у Нанкингу 2014. са освојених 6 медаља, 4 златне и 2 сребрне.

## Сениорска каријера
Месец дана након Олимпијских игара младих успешно је дебитовала и у конкуренцији сениора, пошто је на Азијским играма које су те године одржане у корејском Инчону предводила кинеску штафету на 4×100 метара слободно до златне медаље. Годину је окончала освајањем бронзане медаље у трци на 400 метара слободно на Светском првенству у малим базенима у Дохи. 
На свом првом светском првенству у великим базенима, у Казању 2015. успела је да освоји две бронзане медаље, а обе трке је испливала у свега 40 минута размака. Прву бронзану медаљу је освојила у трци на 200 м делфин где је поправила властити јуниорски рекорд у тој дисицплини, а потом плива као трећа измена за кинеску штафету на 4×200 м слободно.
На Олимпијским играма је дебитовала у Рију 2016, успевши да се пласира у финале трке на 200 м делфин (шесто место). У децембру исте године освојила је бронзу у трци на 200 делфин на светском првенству у малим базенима у Виндзору. 
Њен први велики међународни успех догодио се на Олимпијским играма у Токију 2020. године, које су због пандемије одржане годину дана касније. Јуфеј је освојила златну медаљу на 200 метара делфин, поставивши нови олимпијски рекорд. Сат времена касније пливајући у штафети на 4×200 слободно освојила је ново злато уз нови светски рекорд, пливајући у трећој измени, после Јанг Ђуенсјуен и Танг Мухан, а пре Ли Бингђе. Своју олимпијску колекцијуу Токију употтпунила је и сребрним медаљама на 100 делфин и 4×100 мешовито у миксу. 
Недуго после Токија освојила је и своју прву титулу светске првакиње у млим базенима, у Абу Дабију је била најбржа у трци на 200 метара делфин стилом. 
Серију успеха наставила је и на два наредна светска првенства. Прво је у Будимпешти 2022. освојила три бронзане медаље, све три у појединачним тркама делфин стилом, да би већ у Фукуоки 2023. освојила титуле светске првакиње у тркама на 100 делфин и 4×100 мешовито у миксу. 
На Олимпијским играма у Паризу 2024. године, освојила је укупно шест медаља, пет бронзаних и једну сребрну. Кинески тим у микс штафети 4×100 мешовито, у саставу Сју Ђају, Ћин Хајанг, Џанг Јуфеј и Јанг Ђуенсјуен освојио је сребрну медаљу уз нови национални и нови азијски рекорд у тој дисициплини. Трке на 50 слободно, 100 делфин, 200 делфин, 4×100 слободно и  4×100 мешовито окончала је са освојеним бронзаним медаљама.